# Јован Маркоски
Јован Маркоски (Београд, 23. јун 1980) бивши је српски фудбалер.

## Каријера

### Клупска
Рођен је 23. јуна 1980. године у Београду. Фудбалску каријеру је започео у тадашњем трећелигашу обреновачком Радничком. Уследио је позив да пређе у редове Црвене звезде. За шест месеци, колико је провео у Црвеној звезди, одиграо је само неколико првенствених утакмица. Разочаран развојем догађаја, спаковао се и упутио у Лучане. У лучанској Младости је успео да се наметне. Убрзо је постао капитен тима и укључује се у борбу за најбоље оцењеног фудбалера лиге. Мада је у тој сезони потпуно сазрео као играч, није успео да са Лучанцима избори опстанак на прволигашкој сцени. Након испадања Младости из елите, уследио је позив из Железника. Са Железником је освојио Куп Србије и Црне Горе 2005. победом у финалу са 1:0 над фаворизованом Црвеном звездом. Након гашења фудбалског клуба Железник, прелази у редове Зете из Голубоваца, али није успео да се наметне у потпуности.
У летњем прелазном року 2006. године постао је члан украјинске Ворскла Полтаве, чије је боје бранио све до 2015. године, када се вратио у Србију и са капитенским траком око руке предводио крушевачки Напредак до промоције у Суперлигу Србије.
Маркоски је у августу 2018. године потписао уговор са клубом за који је већ претходно наступао, Младост Лучани. Лета 2019. године се вратио у крушевачки Напредак. У Напретку је провео целу 2019/20. сезону, почео је и наредну 2020/21, да би се почетком октобра 2020. вратио у матични Раднички из Обреновца.

### Репрезентација
За репрезентацију Србије и Црне Горе одиграо је четири утакмице. Дебитовао је 30. априла 2003. године против Немачке у Бремену (0:1), а последњи пут је наступио 13. јула 2004. против Јапана у Јокохами (резултат 0:1).

## Статистика
Ажурирано 19. мај 2019
| Клуб              | Сезона   | Лига    | Лига   | Континентално | Континентално |
| Клуб              | Сезона   | Наступи | Голови | Наступи       | Голови        |
| ----------------- | -------- | ------- | ------ | ------------- | ------------- |
| Црвена звезда     | 2000/01. | 5       | 0      | 2             | 0             |
| Младост Лучани    | 2001/02. | 25      | 1      | —             | —             |
| Железник          | 2002/03. | 30      | 4      | —             | —             |
| Железник          | 2003/04. | 27      | 0      | —             | —             |
| Железник          | 2004/05. | 25      | 2      | 2             | 0             |
| Зета              | 2005/06. | 25      | 3      | 2             | 0             |
| Ворскла Полтава   | 2006/07. | 26      | 1      | —             | —             |
| Ворскла Полтава   | 2007/08. | 26      | 2      | —             | —             |
| Ворскла Полтава   | 2008/09. | 28      | 6      | —             | —             |
| Ворскла Полтава   | 2009/10. | 30      | 7      | 2             | 0             |
| Ворскла Полтава   | 2010/11. | 29      | 2      | —             | —             |
| Ворскла Полтава   | 2011/12. | 25      | 1      | 10            | 0             |
| Ворскла Полтава   | 2012/13. | 26      | 0      | —             | —             |
| Ворскла Полтава   | 2013/14. | 22      | 0      | —             | —             |
| Ворскла Полтава   | 2014/15. | 14      | 0      | —             | —             |
| Напредак Крушевац | 2015/16. | 24      | 2      | —             | —             |
| Напредак Крушевац | 2016/17. | 25      | 0      | —             | —             |
| Напредак Крушевац | 2017/18. | 18      | 1      | —             | —             |
| Напредак Крушевац | 2018/19. | 2       | 0      | —             | —             |
| Младост Лучани    | 2018/19. | 16      | 0      | —             | —             |
| Укупно            | Укупно   | 448     | 32     | 18            | 0             |

## Успеси
- Железник
  - Куп Србије и Црне Горе: 2005.
- Напредак Крушевац
  - Прва лига Србије: 2016.